# Cardiocondyla primitiva
Cardiocondyla primitiva (лат.) — вид мелких муравьёв рода Cardiocondyla из подсемейства мирмицин (Myrmicinae). Эоцен. Ровенский янтарь (37,8—33,9 млн лет назад). Самый древний (и формально первый) ископаемый представитель рода.

## Этимология
Видовое название C. primitiva происходит от латинского слова «primitiva» (женский род) — примитивный, архаичный, в связи с примитивным жилкованием передних крыльев по сравнению с современными видами.

## Описание
Длина тела 2,8 мм. Усики 12-члениковые, с хорошо развитой 3-члениковой булавой. Апикальный членик жгутиковой булавы значительно длиннее двух предыдущих. Проподеум плавно закруглённый, без выраженной границы между дорсальной и задней поверхностями, без следов зубцов или бугорков. Постпетиолус широкий, вдвое шире петиоля. Переднее крыло хорошо развито, длинное, далеко заходит за кончик брюшка. Голова довольно короткая, соотношение длины и ширины (HL/HW) 1,14. Ископаемый вид описан на основе крылатой самки. Это первый представитель рода Cardiocondyla, найденный в позднеэоценовых европейских янтарях, и самая ранняя известная находка этого рода (формально это первая ископаемая находка рода, так как ранее было лишь упоминание в 2021 году неизвестного вида Cardiocondyla из миоцена Китая). Большинство признаков C. primitiva соответствуют современному диагнозу Cardiocondyla. Однако он чётко отличается от всех известных современных сородичей гораздо более развитым жилкованием передних крыльев. В частности, ячейки mcu, 1+2r и 3r закрыты, а свободные ветви 4+5RS и 2+3+4M хорошо развиты, тогда как переднее крыло у современных видов имеет только одну закрытую ячейку 1+2r, а свободные ветви 4+5RS и 2+3+4M сильно или полностью редуцированы. Открытие C. primitiva отодвигает дату древнейшей известной фоссилии Cardiocondyla по крайней мере на 18 миллионов лет назад и может заставить пересмотреть её филогенетическую связь с другими родами Myrmicinae.